# 森嶋プチ
森嶋 プチ（もりしま プチ）は、日本の漫画家、イラストレーター。神奈川県出身。女性。

## 略歴
『月刊コミック電撃大王』誌上で、『Kanon』（2000年 - 2002年）と『シスター・プリンセス RePure』（2002年 - 2004年）を連載した他、トレーディングカードゲーム『アクエリアンエイジ』で一部のカードイラストを担当している。

## 作品リスト

### 漫画作品
- Kanon（『月刊コミック電撃大王』2000年2月号 - 2002年7月号）
- シスター・プリンセス RePure（『月刊コミック電撃大王』2002年12月号 - 2004年2月号）

### トレーディングカードゲーム
- アクエリアンエイジ（2003年 - 2008年）カードイラスト

### ウェブコミック
- Garden（2007年 - 2008年）[2]